# Platops rugulosus
Platops rugulosus är en mångfotingart som beskrevs av Newport 1844. Platops rugulosus ingår i släktet Platops och familjen Abacionidae. Inga underarter finns listade i Catalogue of Life.